# ستانلي ريتشارد جافي
ستانلي ريتشارد جافي (بالإنجليزية: Stanley Richard Jaffe)‏، (31 يوليو 1940- 10 مارس 2025 م) هو منتج أفلام أمريكي، ولد في 31 يوليو 1940 في نيو روتشيل في الولايات المتحدة.

## وصلات خارجية
- ستانلي ريتشارد جافي على موقع IMDb (الإنجليزية)
- ستانلي ريتشارد جافي على موقع الموسوعة البريطانية (الإنجليزية)
- ستانلي ريتشارد جافي على موقع قاعدة بيانات الفيلم (الإنجليزية)